# La Pointe (Saint-Barthélemy)
Pour les articles homonymes, voir La Pointe.
La Pointe est un quartier de Saint-Barthélemy dans les Caraïbes. Il est situé dans la partie ouest de l’île, à l’extrémité de la petite péninsule qui referme le port de Gustavia.
Le fort Oscar,, un fort militaire du XVIIIe siècle est situé dans ce mini quartier de Gustavia, la capitale de Saint-Barthélemy. Il se trouve à une altitude de 41,5 mètres et surplombe le port de Gustavia. Le fort a été construit pendant la domination suédoise de Saint-Barthélemy,. C'était l'un des trois forts entourant Gustavia, avec le Fort Gustav et le Fort Karl,. Il était armé de quatre canons.

La Pointe de Gustavia
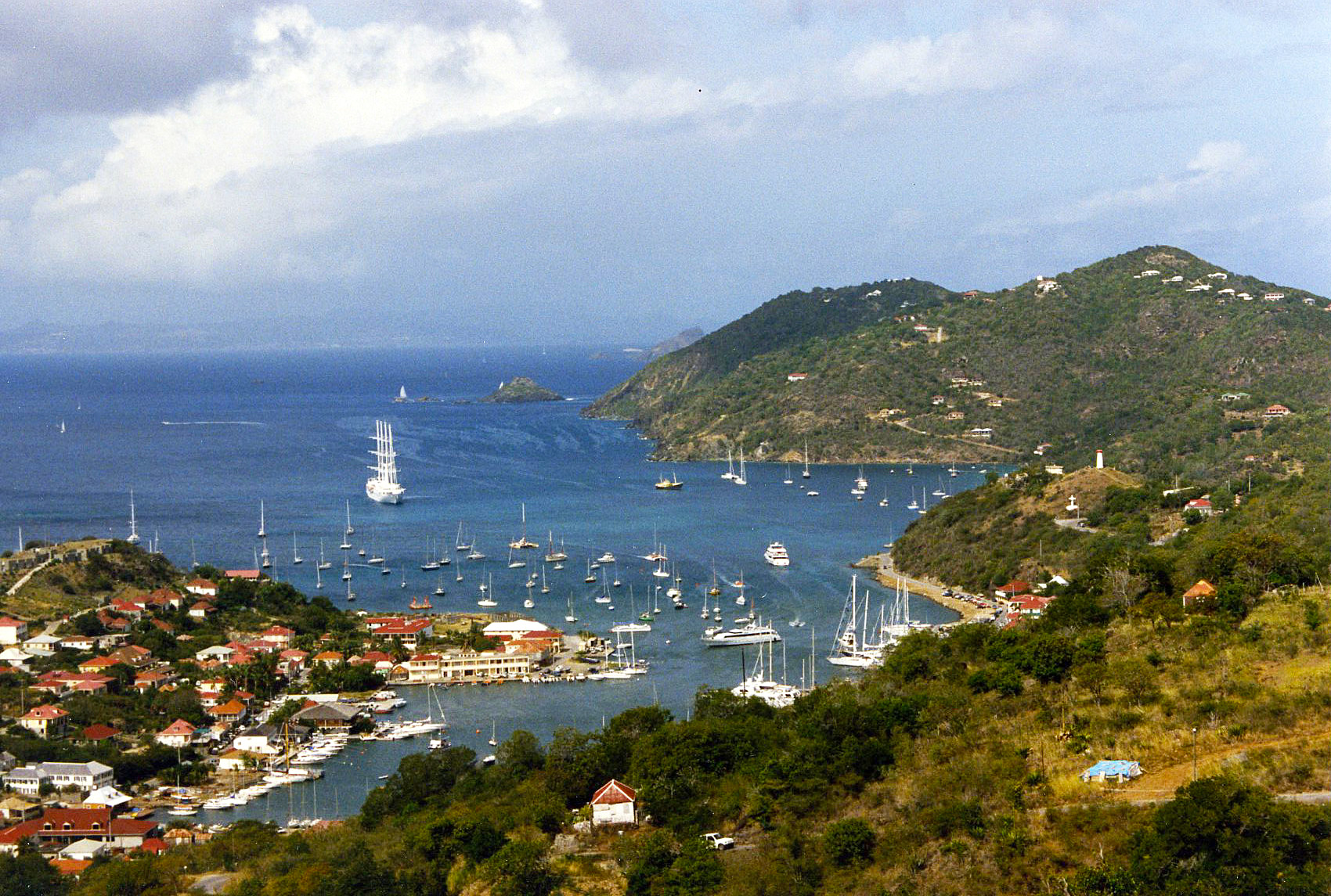
Gustavia avec La Pointe tout à gauche.
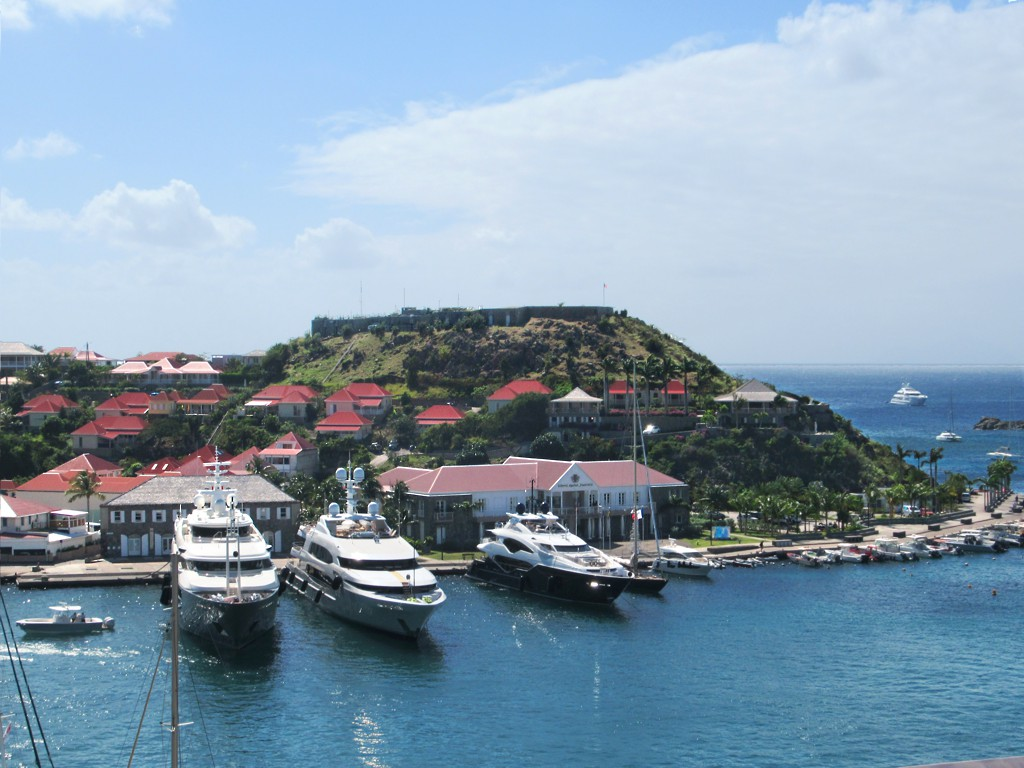
Fort Oscar au sommet de la colline au-dessus de l'Hôtel de la Collectivité …
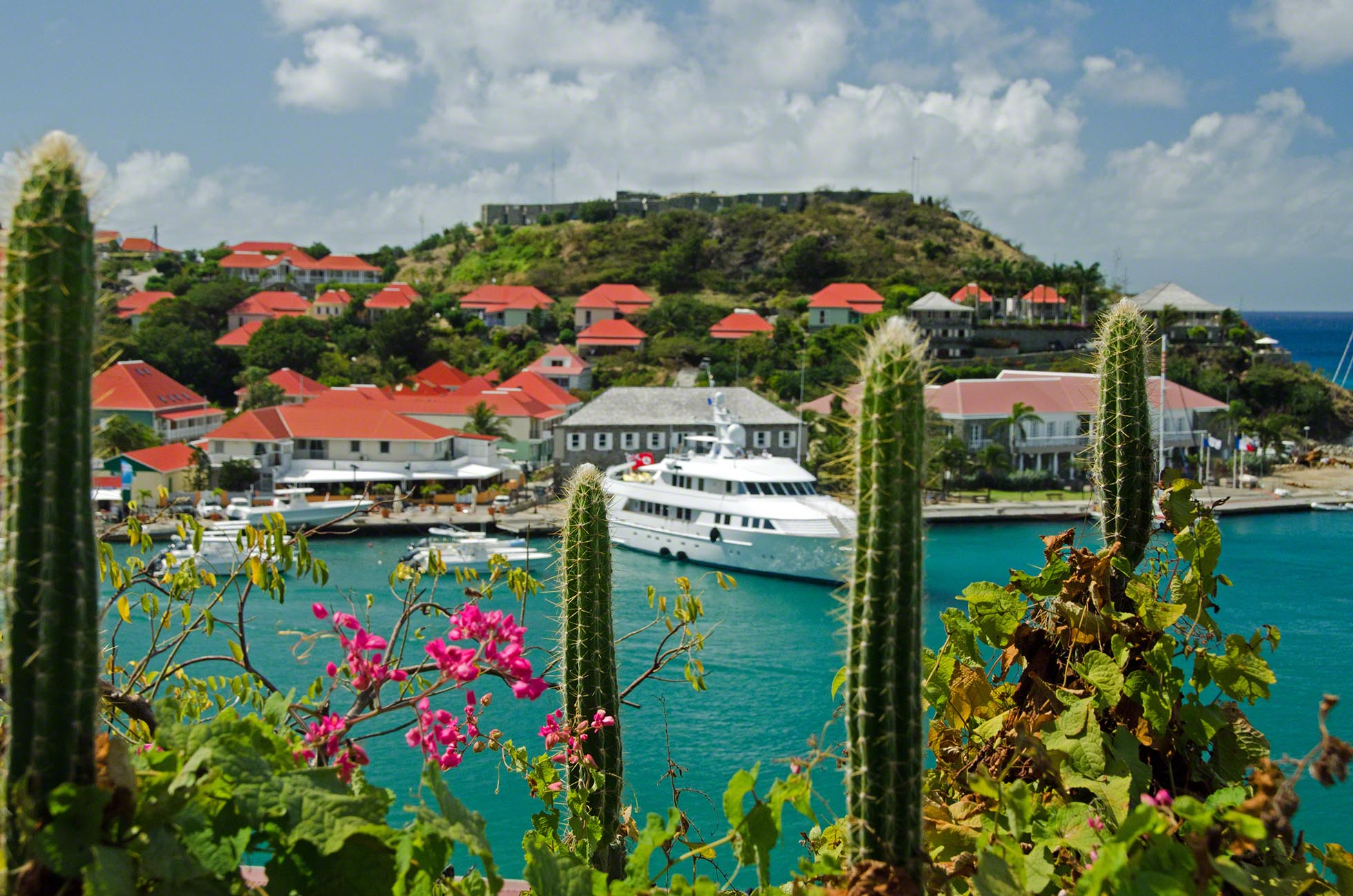
… et du port de Gustavia, au bout de La Pointe.